# زینب جلالیان
زینب جلالیان (زادهٔ ۲۰ اسفند ۱۳۶۰) فعال سیاسی کرد ایرانی است که در سال ۱۳۸۸ به اتهام محاربه از طریق عضویت در گروه پژاک به اعدام محکوم شد. محکومیت وی در سال ۱۳۹۰ به حبس ابد کاهش یافت. زینب جلالیان، از سال ۱۳۸۶ در زندان به سر می‌برد و سنگین‌ترین حکم محکومیت (حبس ابد) را در میان زندانیان سیاسی زن دارد.
جلالیان از ۱۳۸۶ بدون مرخصی در زندان به سر می‌برد و خانواده‌اش می‌گویند که پیگیری‌های آن‌ها برای مرخصی فرزندشان تاکنون بی‌نتیجه بوده است. زینب جلالیان در حال حاضر در زندان یزد زندانی است.
عفو بین‌الملل در خرداد ۱۳۹۳ اعلام کرد که زینب جلالیان در خطر از دست دادن کامل بینایی خود به سر می‌برد و به درمان فوری نیاز دارد. خانواده جلالیان تأکید دارند که مشکل بینایی زینب جلالیان پس از شکنجه آغاز شده است.
عفو بین‌الملل در فراخوان دیگری در ۳ شهریور ۱۳۹۶ (۲۵ اوت ۲۰۱۷) برای زینب جلالیان که در زندان به شدت بیمار است اعلام کرد که وی به مراقبت پزشکی تخصصی در خارج از زندان نیاز دارد. با این حال، مقامات زندان سرسختانه انتقال او را به یک بیمارستان رد کرده‌اند.
۱۳ اردیبهشت ۱۳۹۹ وی را به زندان ورچک ورامین منتقل کردند. ۱۳ خرداد ۱۳۹۹ زینب جلالیان در زندان قرچک به ویروس کرونا مبتلا شده است.
از روز شنبه ۳۱ خرداد ۱۳۹۹ زینب جلالیان برای درخواست انتقالش به زندان خوی یا اوین دست به اعتصاب غذا زد.
۲۰ تیر ۱۳۹۹ عفو بین‌الملل خواهان ارائه خدمات درمانی و رسیدگی پزشکی به زینب جلالیان و دو زندانی سیاسی دیگر که به ویروس کرونا مبتلا شده‌اند، شد.
روز پنج شنبه ۱۰ مرداد ۱۳۹۹، سازمان عفو بین‌الملل در گزارشی گفت زینب جلالیان پس از مثبت بودن آزمایش کرونا برای رسیدگی به این وضع اعتصاب غذا کرده اما بعد از ۵ تیرماه او «ناپدیدسازی قهری» شده است.
زینب جلالیان در ۵ تیر ۱۳۹۹ از زندان قرچک ورامین به زندان کرمان و در تاریخ ۳ مهر ۱۳۹۹ به زندان دیزل‌آباد کرمانشاه منتقل شد. در آبان ۱۳۹۹ بدون دلیل و اطلاع قبلی زینب جلالیان به زندان یزد منتقل شده است.

## زندگی
زینب جلالیان زادهٔ ۱۳۶۰ در ماکو است. وی در سال ۱۳۸۶ در کرمانشاه دستگیر شد و از آن به بعد در زندان سنندج به سر می‌برد. حکم اعدام او در آذرماه ۸۸ به اتهام محاربه از طریق عضویت در گروه پژاک صادر شده و در دیوان عالی کشور تأیید شد. به گفته فعالان کرد، دادگاه رسیدگی به اتهامات زینب جلالیان بدون حضور وکیل مدافع برگزار شده و تنها چند دقیقه به طول انجامیده است. نزدیکان وی می‌گویند که جلالیان این اتهامات را نمی‌پذیرد و در سال‌های گذشته تنها با گروه پ‌ک‌ک به‌طور غیر مسلحانه همکاری داشته است.

## حکم اعدام
علی جلالیان، پدر زینب، اوایل تیر ۱۳۸۹ به رسانه‌ها گفت ۱۰ روز پیش دخترش را دیده ولی هیچ صحبتی از اجرای حکم اعدام او نبوده است. او گفت خبر اعدام قریب‌الوقوع زینب از طریق رسانه‌ها به گوش خانواده و وکیل او رسیده است.
خلیل بهرامیان یکی از وکلای زینب جلالیان گفت از دو ماه پیش که وکالت این پرونده را بر عهده گرفته از محل نگهداری موکلش خبر نداشته است. وی ابتدا به زندان کرمانشاه رفته ولی در آنجا به او گفته‌اند مأموران اداره آگاهی یک ماه پیش زینب را از اینجا برده‌اند. بهرامیان پس از پیگیری‌های مکرر متوجه شده که موکلش در بند ۲۰۹ زندان اوین است.
روز ۹ تیر ۱۳۸۹ خلیل بهرامیان با وکالت‌نامه رسمی به زندان اوین مراجعه می‌کند. در آنجا به وی می‌گویند چنین زندانی‌ای در اینجا وجود ندارد. سپس با مسئولان بند ۲۰۹ تماس می‌گیرند و به بهرامیان گفته می‌شود:
«شما نه اجازه ملاقات دارید و نه می‌توانید وکالتنامه را با حضور زندانی امضا کنید مگر اینکه دادستان تهران شخصاً دستور این کار را صادر کند.»
خلیل بهرامیان می‌گوید:
این هم مغایر قانون اساسی ایران است و هم مغایر قوانین موضوعه داخلی یعنی قانون مجازات عمومی و آیین دادرسی و هم مغایر قانون حقوق شهروندی که در آنجا تأکید می‌کند که تمام تحقیقات حتی تحقیقات اولیه باید با حضور وکیل باشد. خوب این مغایرت و این تضاد و این جلوگیری از اجرای حق اگر از طرف دادستان باشد فاجعه‌بار است.

### مخالفت‌ها با حکم اعدام
با افزایش احتمال قطعی شدن حکم اعدام زینب جلالیان، در داخل و خارج ایران با اجرای این حکم، مخالفت‌هایی شد.
- زهرا رهنورد، همسر میرحسین موسوی و از مخالفان دولت ایران از احتمال اعدام زینب ابراز نگرانی و انتقاد کرد و با صدور بیانیه‌ای گفت:

این روزها شایعه اعدام زینب جلالیان بر سر زبان هاست. چرا؟ آیا زینب جلالیان عضو گروه‌های به اصطلاح محارب بوده است؟ آیا زینب جلالیان تاکنون جنگ‌افزار در دست داشته است؟
- سازمان دیده‌بان حقوق بشر، در بیانیه‌ای با اشاره به این‌که «جلالیان احتمالاً در معرض خطر اعدام است» از قوه قضاییه ایران خواست «فوراً» اجرای حکم اعدام زینب جلالیان و هفده «دگراندیش» دیگر کرد را متوقف کند.[۱۹]
- شورای ملی آمریکایی‌های ایرانی‌تبار با صدور بیانیه‌ای از باراک اوباما، رئیس‌جمهوری آمریکا خواست برای جلوگیری از اعدام زینب جلالیان، دختر ۲۹ ساله کرد در ایران، دست به اقدامی بزند.[۲۰]

## دوران زندان
روز دوشنبه ۸ اردیبهشت ۱۳۹۹ زینب جلالیان را از زندان خوی به نقطه نامعلومی منتقل کردند.
۱۳ اردیبهشت ۱۳۹۹ بنا بر گفته خبرگزاری هرانا، وی به زندان قرچک ورامین منتقل شد.

### اعتصاب غذا
زینب جلالیان بعد از انتقالش از زندان خوی به زندان قرچک ورامین درخواست انتقال به زندان خوی یا اوین را داده بود ولی به دلیل عدم رسیدگی به این درخواست وی از تاریخ ۳۱ خرداد ۱۳۹۹ دست به اعتصاب غذا زد.

### ابتلا به ویروس کرونا
۱۳ خرداد ۱۳۹۹ بنا بر گزارش خبرگزاری صدای آمریکا و رادیو فردا، زینب جلالیان در زندان ورچک به ویروس کرونا مبتلا شده است و با چند زندانی دیگر که آنها نیز به این ویروس مبتلا شده‌اند در یک اتاق محبوس هستند، دکتر زندان به او گفته است که ویروس ریه‌اش را درگیر کرده و آنها درصدد کنترل عفونت ریه از طریق دارو هستند ولی مقامات زندان از انتقال او به بیمارستان خودداری می‌کنند. وی با تنگی نفس شدید و تب بالا مواجه است.
در پی مبتلا شدن نرگس محمدی، زینب جلالیان و سهیلا حجاب سه زندانی سیاسی به ویروس کرونا، ۲۰ تیر ۱۳۹۹ عفو بین‌الملل خواهان ارائه خدمات درمانی و رسیدگی پزشکی به آنها شد.

## موارد نقض حقوق بشر در پرونده و شکایت‌ها

### موارد نقض حقوق بشر در پرونده
سازمان حقوق بشری «عدالت برای ایران»، در گزارشی به ارائه موارد نقض حقوق بشر در پرونده زینب جلالیان پرداخته و به موارد زیر اشاره کرده است:
- بازداشت خودسرانه با دستگیری بدون ارائه حکم
- نقض حق دسترسی به مشاوره حقوقی و ملاقات با وکیل
- نقض اصل ممنوعیت شکنجه، نقض اصول دادرسی منصفانه
- نقض حقوق زندانی مشتمل بر: ممانعت از تماس و ملاقات با خانواده، عدم دسترسی به خدمات بهداشتی و درمانی و عدم برخورداری از امنیت و امکانات اولیه زندگی

### شکایت به سازمان ملل متحد
اسفند ماه ۱۳۹۳، هم‌زمان با روز جهانی زن و هفتمین سالگرد بازداشت زینب جلالیان، تنها زندانی سیاسی زن محکوم به حبس ابد در ایران، سازمان بین‌المللی «جبران» (Redress)، به همراه سازمان «عدالت برای ایران» با ثبت شکایتی در گروه کاری بازداشت‌های خودسرانه سازمان ملل متحد، خواهان صدور رأی دربارهٔ بازداشت و حبس این فعال کرد شدند.
این شکایت نامه با دربرداشتن مدارک و شواهدی غیرقابل انکار، بر محاکمه غیرمنصفانه زینب جلالیان و به تبع آن محکومیت او به حبس ابد دلالت دارد. شکنجه‌هایی که زینب جلالیان پس از بازداشت و در روند دادرسی بارها متحمل شده است از دیگر مواردی است که در این شکایت نامه به آن اشاره شده است. کوبیدن سر به دیوار منجر به شکستگی پیشانی و تورم چشمها، زدن کابل به کف پا، بازجویی با چشم‌بند، دست‌بند و پابند، در حالی که دست‌ها و پاهای وی به هم زنجیر شده بود و تهدید به تجاوز بخشی از این شکنجه‌ها است.

### رای گروه کاری بازداشت‌های خودسرانه سازمان ملل
گروه کاری بازداشتهای خودسرانه سازمان ملل در ۲۴ اردیبهشت ماه ۱۳۹۵(۱۳ می ۲۰۱۶)حبس زینب جلالیان را غیرقانونی دانست و خواستار آزادی فوری زینب جلالیان شد و از جمهوری اسلامی ایران خواست تمامی اقدام‌های لازم برای جبران خسارات تحمیل شده بر او را بدون تأخیر و براساس ضوابط بین‌المللی انجام دهد. صدور این رأی در جریان رسیدگی به شکایتی است که اسفند ۱۳۹۳ «سازمان عدالت برای ایران» و سازمان بین‌المللی جبران (رِدرِس) دربارهٔ بازداشت و حبس این فعال کُرد در سازمان ملل ثبت کردند.

### بیانیه ۲۵ اوت ۲۰۱۷ عفو بین‌الملل
عفو بین‌الملل در بیانیه ۲۵ اوت ۲۰۱۷ نوشت: «زینب جلالیان زن کرد ایرانی، در حال گذراندن حبس ابد، به شدت بیمار است و به مراقبت پزشکی تخصصی در خارج از زندان نیاز دارد. با این حال، مقامات سر سختانه انتقال او را به یک بیمارستان، ظاهراً بخاطر مجازات و 'اعتراف‌گیری' او، رد کرده‌اند. از ماه مارس ۲۰۱۷، از استفاده کلیه داروهای خود امتناع کرده است. در چنین شرایطی جلوگیری از دسترسی به مراقبت‌های پزشکی شکنجه محسوب می‌شود. زینب جلالیان ۳۵ساله، زندانی کرد ایرانی بشدت مریض، که دوران حبس ابد خود را در زندان خوی، استان آذربایجان غربی می‌گذراند، پس از یک محاکمه بسیار ناعادلانه، از ماه مارس ۲۰۱۷ از استفاده کلیه داروهای خود، در اعتراض به مقامات بخاطر «خودداری از مهیا کردن مراقبت‌های کافی پزشکی برای او؛ در اعتراض به گزارش نادرست به سازمان ملل که او در سلامت کامل به‌سر می‌برد و از خدمات پزشکی معمول برخوردار است؛ دستکاری عمدی گزارش پزشکی او که هر هفته او برای چک آپ مراجعه می‌کند» امتناع کرده است. زینب جلالیان در معرض خطر از دست دادن بینایی خود در زندان است زیرا او از مراقبت‌های تخصصی پزشکی برای جلوگیری از بدتر شدن بیماری چشم محروم شده است. ...»

## واکنش‌ها
در ۶ مهر ۱۴۰۰ نماینده حوزه انتخابیه هشتم مریلند در مجلس نمایندگان آمریکا، جیمی رسکین، در توییت نوشت: «زینب جلالیان برای مدت ۱۴ سال به دلیل حمایت از حقوق کردها و زنان ایرانی با اتهامات ساختگی در ایران زندانی بوده است. اکنون کسانی که او را حبس کرده‌اند برای این که از او اعتراف بگیرند، او را از مراقبت‌های بهداشتی ساده محروم کرده‌اند.» وی افزود: «ایران باید به درخواست سازمان ملل متحد برای آزادی بی قید و شرط او توجه کند.»